# Felsrelief am Karasu
Koordinaten: 37° 25′ 51″ N, 37° 54′ 30,5″ O

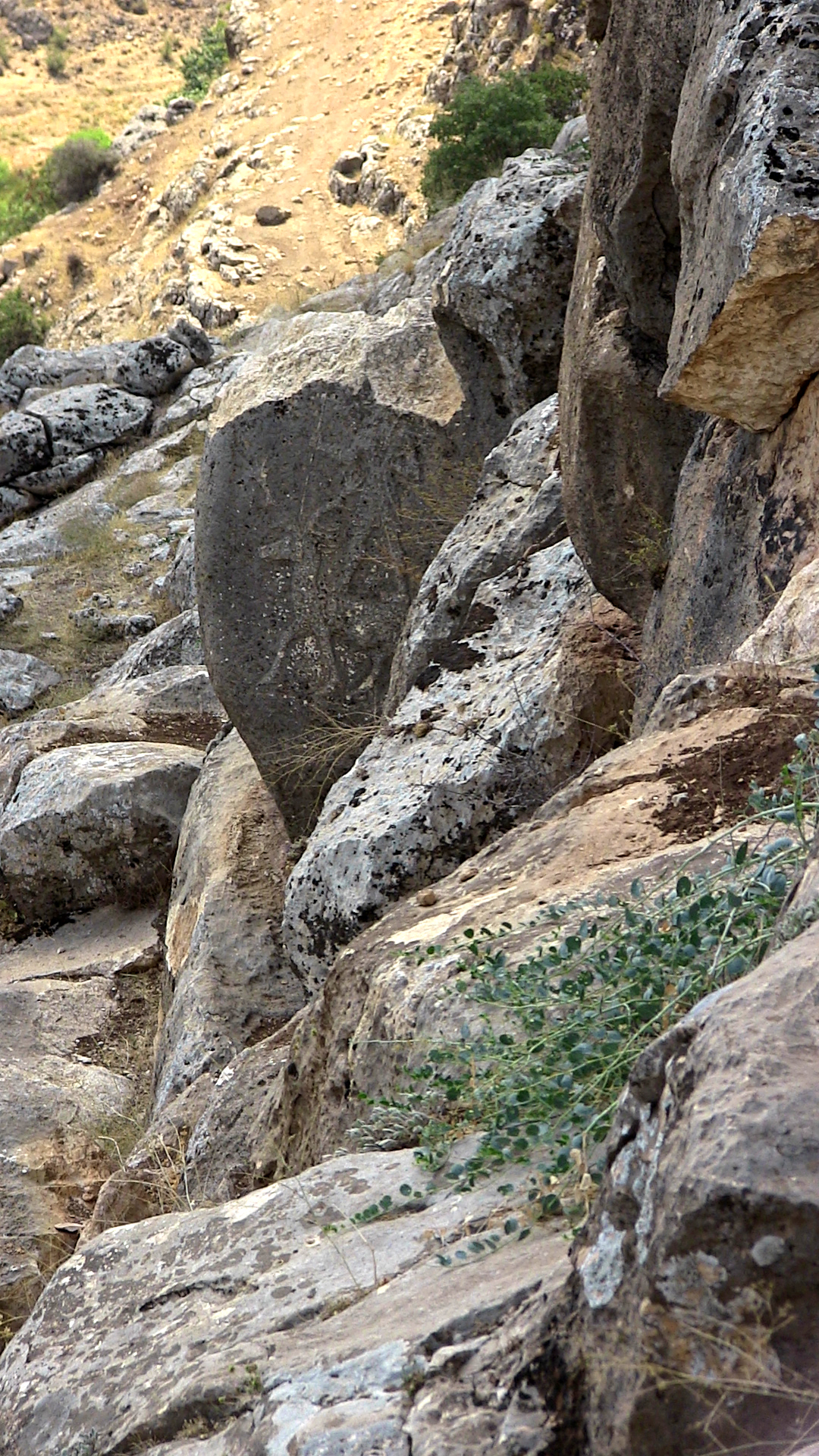
Relief am Karasu

Das Felsrelief am Karasu, auch bekannt als Felsrelief von Süpürgüç nach dem früheren Namen des naheliegenden Ortes Akbudak, liegt an einem Nebenfluss des Euphrat und stammt aus späthethitischer Zeit und zeigt einen auf einem Hirsch stehenden Schutzgott.

## Lage und Fund

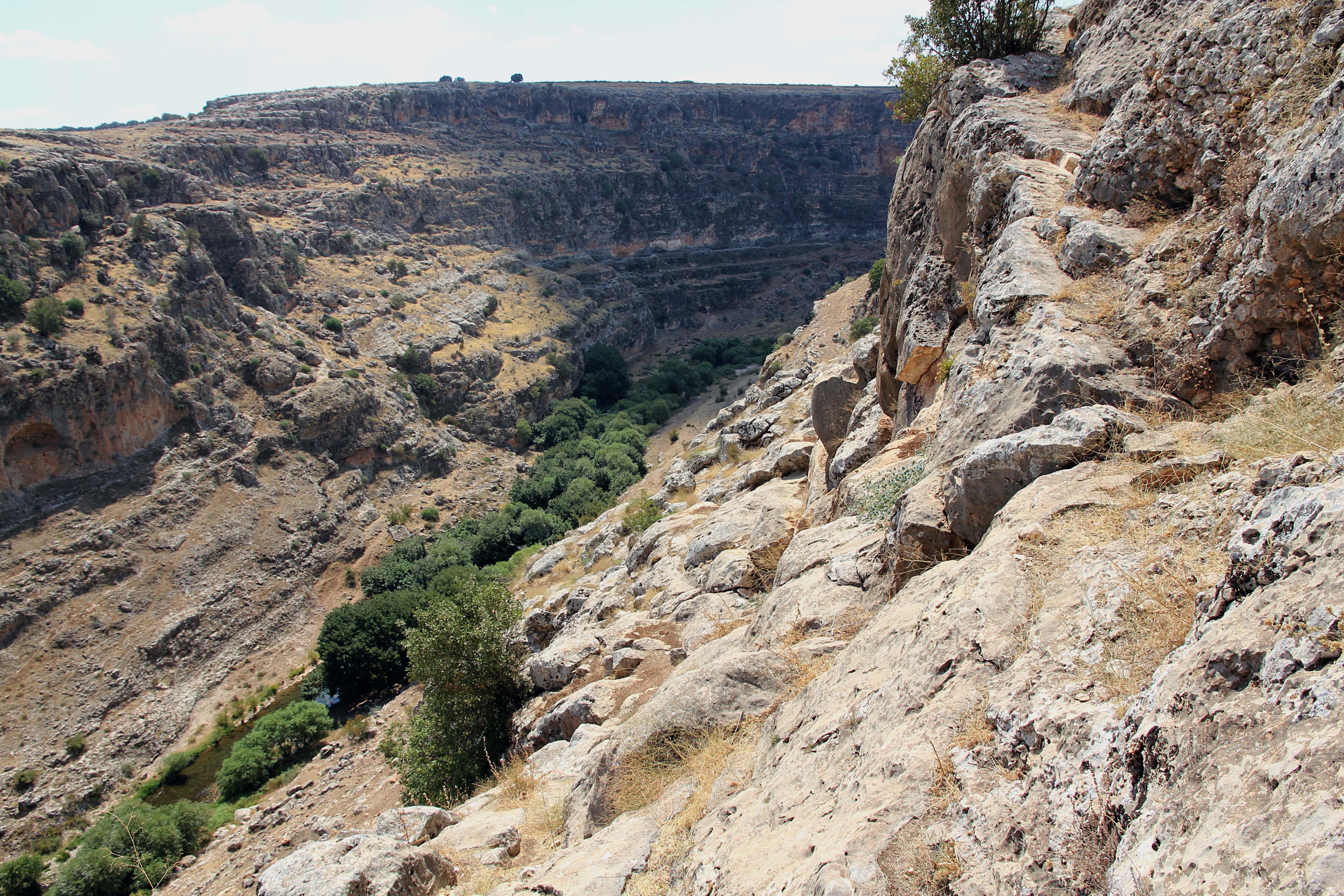
Lage hoch über dem Fluss

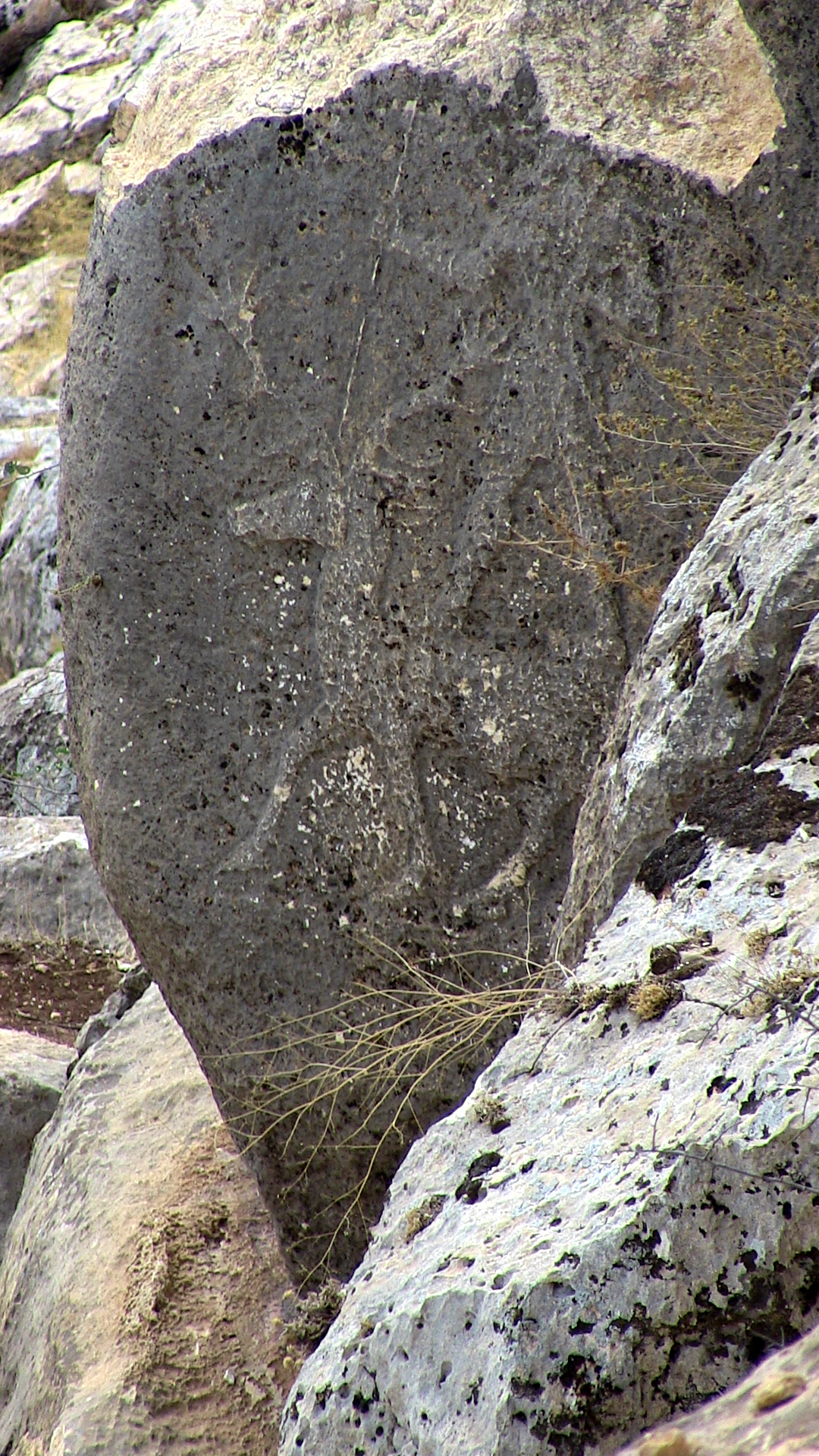

Das Felsrelief liegt in der Nähe des Dorfes Gümüşpınar bei Akbudak im Landkreis Araban der türkischen Provinz Gaziantep, an dem Steilhang eines Felsrückens, der sich bis 200 Meter über den Karasu erhebt, etwa drei Kilometer vor dessen Einmündung in den Euphrat. Der rechte Nebenfluss des Euphrat hat hier eine tiefe Schlucht in das zum Kartal Dağı gehörende Kalksteingebirge gegraben. Einige Meter unterhalb des oberen Felsrands liegt das Relief auf der Ostseite eines rechtwinklig aus dem Hang ragenden Felsstückes. Im frühen 1. Jahrtausend v. Chr. verlief in dem Gebiet die Grenze zwischen den eisenzeitlichen Königreichen Kummaḫa, das etwa dem späteren Kommagene entspricht, und Karkamišša. Aus der Inschrift des mittlerweile zerstörten spätassyrischen Felsreliefs von Kenk Boğazı, das zehn Kilometer entfernt lag, geht hervor, dass sich beide Reliefs noch auf dem Staatsgebiet von Kummaḫa befanden.
Das Relief wurde 1956 von den Geologen Krummenacher und Wilson entdeckt und erstmals 1958 von Charles Burney und G. R. Lawson beschrieben.

## Beschreibung
Auf dem Felsblock wurde eine Grundfläche von 1,98 Metern Höhe und 1,60 Metern Breite für das erhabene Relief geglättet. Es zeigt einen auf einem Hirsch stehenden Krieger. Der Hirsch hat eine Höhe von 1,20 Metern, der Rücken ist 52 Zentimeter hoch und der Körper hat eine Länge von 68 Zentimetern. Er schreitet nach links, sein Kopf mit dem schlanken Hals ist hoch aufgerichtet. Auf dem Kopf mit dem leicht geöffneten Maul, der im Profil gezeigt wird, sitzt das frontal dargestellte, fein gearbeitete Geweih mit zweimal sieben Enden. Nach Frank Starke handelt es sich um einen ausgewachsenen Rothirsch (Cervus elaphus).
Auf dem Rücken des Tieres steht, ebenfalls nach links schreitend, eine mit kurzem Rock und Schuhen bekleidete männliche Gestalt, nach heutigem Erhaltungsstand noch 1,20 Meter hoch. Sie ist mit einem Speer in der rechten und einem über der Schulter hängenden Bogen in der linken Hand bewaffnet. Im Jahr 1976 wurde der obere Teil des Felsblocks von Schatzsuchern mit Dynamit weggesprengt. Seitdem ist vom Kopf nur noch der Kinnbart zu sehen. Auf älteren Abbildungen sind Details des Gesichts sowie das im Nacken zusammengebundene Haar zu erkennen. Der Krieger trug eine hohe, oben runde Göttermütze. Über der Figur schwebte die geflügelte Sonnenscheibe. Auch wenn zu der Darstellung keine Inschrift gehört, kann die Gestalt durch den Hirsch und Bogen als Runtiya gedeutet werden. Das Motiv „Gott auf dem Hirsch“ ist bereits aus der Zeit der assyrischen Handelsniederlassungen am Anfang des 2. Jahrtausends v. Chr. bekannt, ebenso aus der Zeit des hethitischen Großreichs. In der späthethitischen Zeit findet sich das Motiv beispielsweise auf der Stele von Hacıbebekli. In der Umgebung wurden bei einer Begehung Spuren einer späthethitischen Siedlung gefunden, sodass es sich außerdem um den Schutzgott dieser Ansiedlung handeln kann.
Hansgerd Hellenkemper und Jörg Wagner ordnen auf Grund stilistischer Elemente das Werk dem „traditionellen Stil“ (1050–850) zu, Winfried Orthmann datiert es in die Periode „Späthethitisch II“ (950–850 v. Chr.).

## Brücke

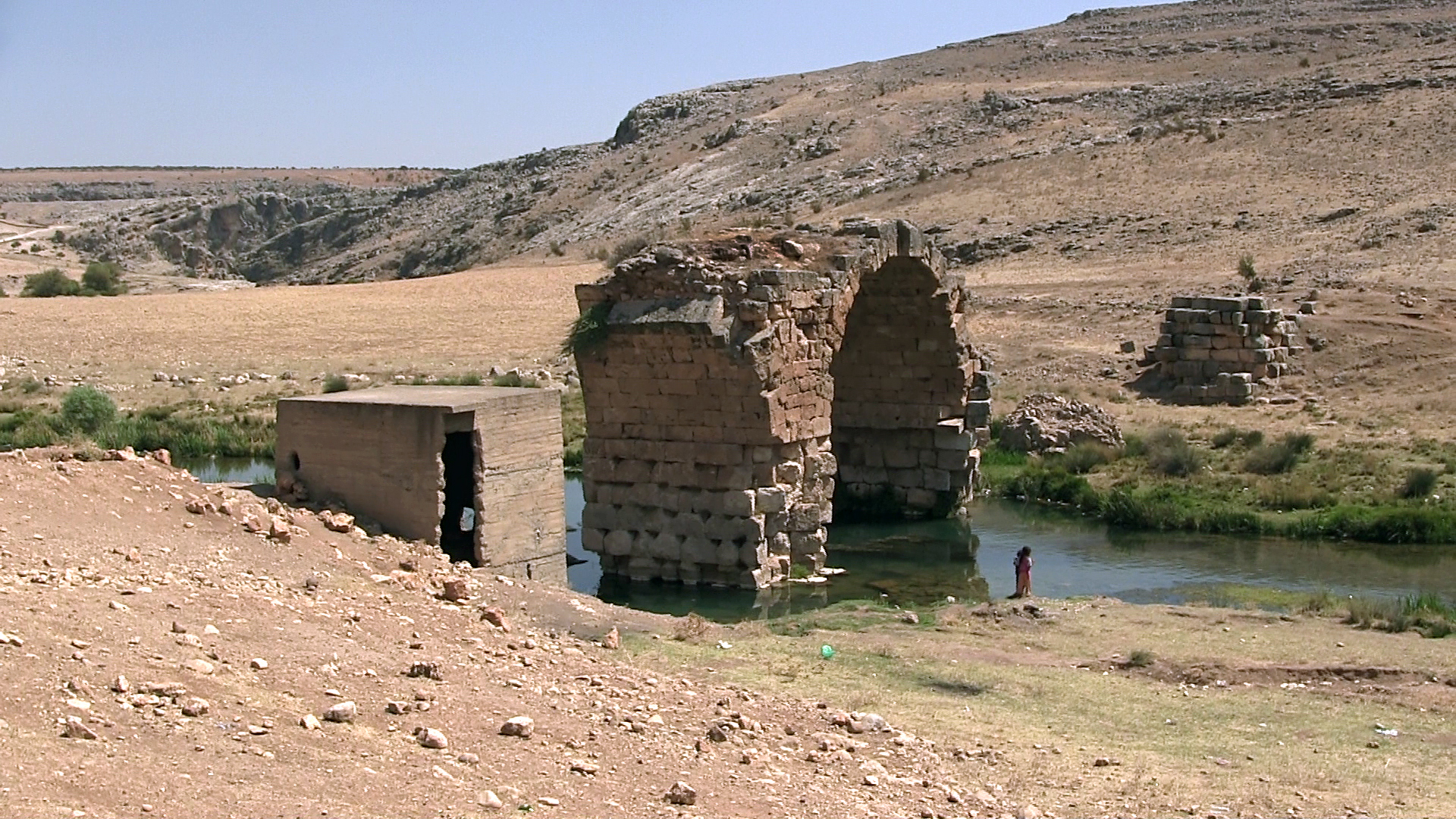
Römische Brücke

Etwa zwei Kilometer flussaufwärts stehen am Karasu die Reste einer römischen Brücke, türkisch Karasu Köprüsü genannt. Sie gehörte zu der Militärstraße, die von Zeugma nach Samosata führte und an der südlich davon die Monumentalgräber in Elif, Hisar und Hasanoğlu liegen. Von der Brücke aus ist ein etwa 45-minütiger Aufstieg auf das Plateau über dem Relief möglich.